# Paola Barbara
Paola Barbara, eigentlich Paola Proto (* 22. Juli 1912 in Rom; † 2. Oktober 1989 in Anguillara Sabazia) war eine italienische Schauspielerin.

## Leben
Barbara war Ende der 1930er Jahre bis weit ins folgende Jahrzehnt eine der populärsten und profiliertesten Filmschauspielerinnen in Italien. Sie war auch in Rollen am Theater und auf dem Bildschirm zu sehen. Als anglisiertes Pseudonym benutzte sie hin und wieder Pauline Baards.
Ihre Karriere beim Film begann mit einer Kleinstrolle in Campo di maggio im Jahr 1935 und nahm schnell erfolgreiche Züge an. Schon 1936 war sie mit Ammazzoni bianche sehr erfolgreich; ihre beste Interpretation bot sie wohl in Amleto Palermis La peccatrice von 1940. Auf Grund des Krieges floh sie 1943 mit ihrem Mann, dem Filmregisseur Primo Zeglio, nach Spanien. Erst 1949 kehrten sie zurück, wobei sie dort ihre Karriere fortgesetzt hatte. Naheliegender Weise spielte sie in vielen Filmen ihres Mannes.
Ab den 1950er Jahren sah man sie in wichtigen Nebenrollen vieler Genrefilme meist abenteuerlichen Zuschnitts; sie konzentrierte sich zunehmend auf Theaterarbeit und feierte Erfolge in ...poi venne l'alba (1956) oder Processo di secondo instanza (1967).

## Filmografie (Auswahl)
- 1935: Campo di maggio
- 1936: Ammazzoni bianche
- 1940: La peccatrice
- 1947: La monaca di Monza
- 1953: Der Korsar des Königs (Capitan Fantasma)
- 1953: Nero – Der Untergang Roms (Nerone e Messalina)
- 1960: Call-Girls (I piaceri del sabato notte (Arabella 252104))
- 1960: Siebenfache Rache (Öe sette sfide)
- 1963: Mit Colt und Maske (Il segno del Coyote)
- 1964: Gesetz der Bravados (Brandy, el sheriff de Losatumba)
- 1964: Das Gesetz der Zwei (I due violenti)
- 1964: Radieschen von unten (Des pissenlits par la racine)
- 1965: Die vier Geier der Sierra Nevada (I quattro inesorabili)
- 1968: Killer adios (Killer, adios)
- 1969: Die Chrysanthemen-Bande (Tre per uccidere)
- 1969: Ein Hauch von Sinnlichkeit (The Appointment)
- 1970: Der Einsame aus dem Westen (Sledge)
- 1975: Irene, Irene